# Efferia azteci
Efferia azteci är en tvåvingeart som beskrevs av Wilcox 1966. Efferia azteci ingår i släktet Efferia och familjen rovflugor. Inga underarter finns listade i Catalogue of Life.